# Seiwa Genji
Seiwa Genji (清和源氏 Thanh Hòa Nguyên thị) là chi tộc thành công và quyền lực nhất của gia tộc Nhật Bản Minamoto, là hậu duệ của Thiên hoàng Seiwa. Nhiều trong số những chiến binh Minamoto xuất sắc nhất, bao gồm Minamoto no Yoshiie, Minamoto no Yoritomo, người lập ra Mạc phủ Kamakura; và Ashikaga Takauji, người lập ra Mạc phủ Ashikaga đều thuộc dòng này. Tokugawa Ieyasu (1543-1616), người lập ra Mạc phủ Tokugawa, cũng tuyên bố có gốc gác từ dòng dõi này. Tên gia đình được đặt theo Thiên hoàng Seiwa, ông của Minamoto no Tsunemoto, tộc trưởng của Seiwa Genji.
Thiên hoàng Seiwa là cha của Thái tử Sadazumi (貞純親王 Sadazumi Shinnō) (873-916) - cha của Minamoto no Tsunemoto (源経基) (894-961), tộc trưởng của Seiwa Genji, là gốc gác của các hậu duệ Seiwa Genji. Nhiều gia đình samurai thuộc dòng này và đã sử dụng tên gia tộc "Minamoto" trong ghi chép chính thức, bao gồm Gia tộc Ashikaga, Gia tộc Hatakeyama, Gia tộc Hosokawa, Gia tộc Imagawa, Gia tộc Mori, Gia tộc Nanbu, Gia tộc Nitta, Gia tộc Ogasawara, Gia tộc Ota, Gia tộc Satake, Gia tộc Satomi, Gia tộc Shiba, Gia tộc Takeda, Gia tộc Toki, trong số các gia tộc khác. Gia tộc Shimazu và Tokugawa cũng tuyên bố thuộc về dòng này.
Một nhóm Thần xã có kết nối chặt chẽ với gia tộc này được biết đến với tên gọi Ba Thần xã Genji (源氏三神社 Genji San Jinja).

## Cây gia đình
Các cây gia đình sau đây là một danh sách không đầy đủ của Seiwa Genji và các gia tộc phân nhánh từ chi tộc.
Huyền thoại: Đường nét liền biểu thị quan hệ huyến thống; đường đứt nét biểu thị quan hệ nhận nuôi. Một dấu sao chỉ một tăng nhân (người không được phép giữ lại tên Minamoto).